# Gullakrokssjöarna
Gullakrokssjöarna este o arie protejată (arie specială de conservare — SAC, sit de importanță comunitară — SCI) din Suedia întinsă pe o suprafață de 15,9 ha, integral pe uscat.

## Localizare
Centrul sitului Gullakrokssjöarna este situat la coordonatele 58°28′13″N 13°41′33″E / 58.4702°N 13.6926°E.

## Înființare
Situl Gullakrokssjöarna a fost declarat sit de importanță comunitară în ianuarie 1998 pentru a proteja 2 specii de animale. Situl a fost protejat și ca arie specială de conservare în martie 2011.

## Biodiversitate
Situată în ecoregiunea boreală, aria protejată conține 5 habitate naturale: Mlaștini alcaline, Izvoare fino-scandinave și mlaștini produse de izvoare bogate în minerale, Ape puternic oligomezotrofe cu vegetație bentonică cu Chara spp., Pajiști cu Molinia pe soluri calcaroase, turboase sau argilos-nămoloase (Molinion caeruleae), Izvoare petrifiante cu formare de travertin (Cratoneurion).
La baza desemnării sitului se află mai multe specii protejate de  nevertebrate (2): Vertigo genesii, Vertigo geyeri.